# Bunken Klitplantage
Bunken Klitplantage är en beskogad sanddyn, som ligger strax söder om Skagen i Nordjylland i Danmark.
Bunken Klitplantagen är på 70 hektar och anlades med härdiga barrträdsarter på 1890-talet för att förhindra sandflykt. Några delar har försöksvis planterats med ek. Skogen sköts av Skov- og Naturstyrelsen.
I området finns ett stort 12-centimeters kustartilleribatteri från andra världskriget, benämnt Stützpunkt Aalbaek.  